# Deinopis lamia
Espèce
Deinopis lamia est une espèce d'araignées aranéomorphes de la famille des Deinopidae.

## Distribution
Cette espèce est endémique des Antilles. Elle se rencontre à Cuba, à Porto Rico et aux Îles Turques-et-Caïques.

## Description
Le mâle écrit par Bryant en 1940 mesure 18 mm et la femelle 22,5 mm.

## Systématique et taxinomie
Cette espèce a été décrite par MacLeay en 1839.

## Publication originale
- MacLeay, 1839 : On some new forms of Arachnida. Annals and Magazine of Natural History, vol. 2, p. 1-14 (texte intégral).